# Nubes y claros
Nubes y claros es el séptimo álbum del grupo español La Fuga. Es un disco acústico en la que versionan sus propios temas, y además inicluye una versión de la canción de Joaquín Sabina Donde habita el olvido.

## Canciones
1. Pa' volar
2. Abril
3. A golpes
4. Buscando en la basura
5. Donde habita el olvido
6. Nunca mais
7. P'aquí p'allá
8. Naufragando
9. Madrid
10. Por verte sonreír
11. Trampas al sol
12. Primavera del 87

- Datos: Q2919679